# 丝缕玉衣

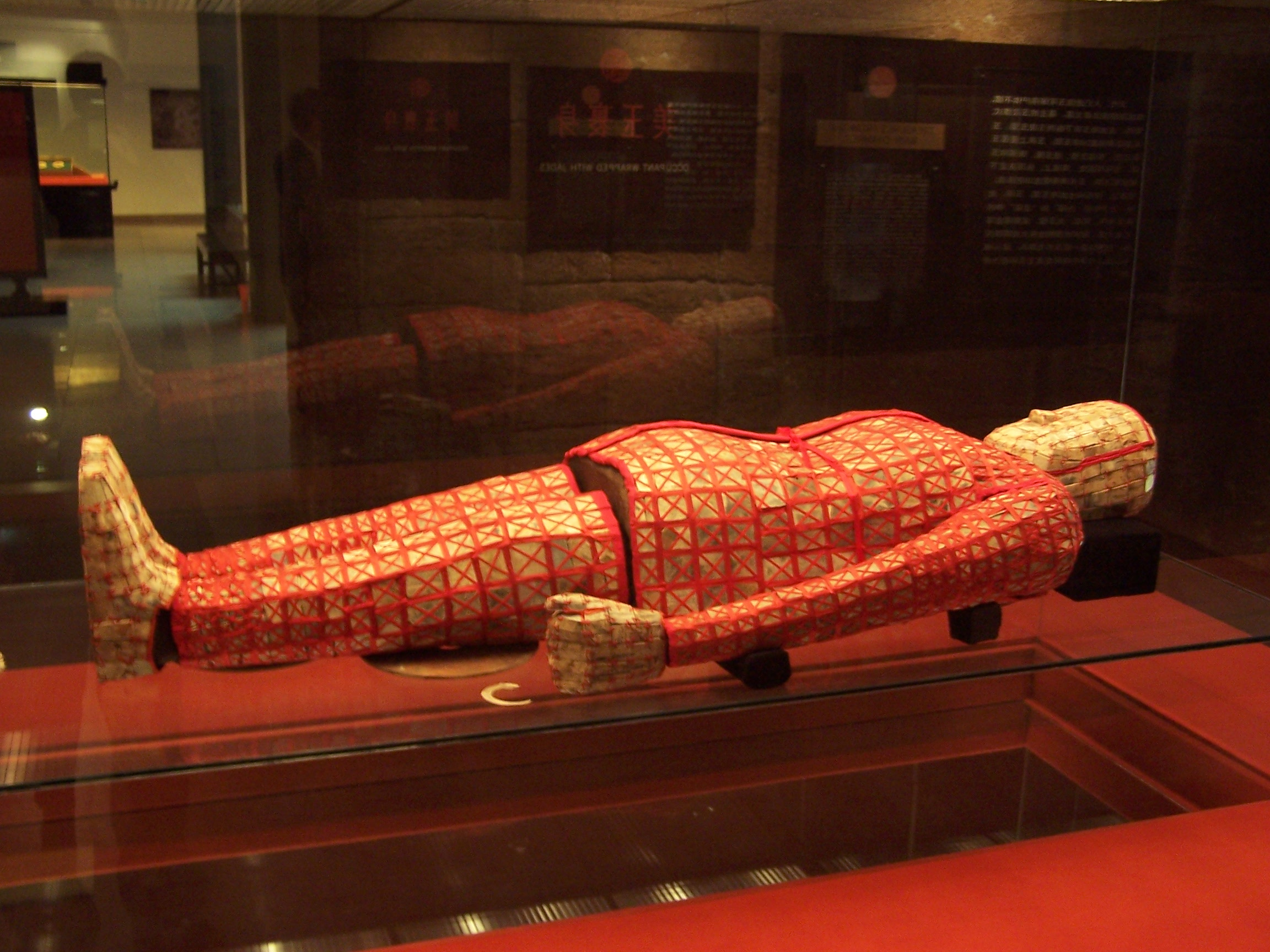

丝缕玉衣是南越国文帝赵眜的殓服，为中国目前出土完整的西汉玉衣中唯一的一套丝缕玉衣。该玉衣于1983年在广州解放北路发现的南越王墓内出土，现珍藏于西汉南越王博物馆。
玉衣由2291块玉片组成，分有头套、上身衣、两袖筒、两裤筒和双鞋共10个部分组合成，用丝线和丝带编缀而成，全长1.73米。